# Marek Ji Tianxiang
Św. Marek Ji Tianxiang (chiń. 冀天祥瑪谷) (ur. 1834 r. w Yazhuangtou, Hebei w Chinach – zm. 7 lipca 1900 r. tamże) – święty Kościoła katolickiego, męczennik.

## Życiorys
Marek Ji Tianxiang urodził w 1834 r. w Yazhuangtou w prowincji Hebei. Jego brat był księdzem. Marek Ji Tianxiang studiował katolickie książki napisane przez ojca jezuitę Matteo Ricci. Znał się na chińskiej medycynie, szczególnie na akupunkturze. Z powodu choroby, gdy miał około 40 lat, zaczął używać opium. Pomogło ono na chorobę, ale w efekcie stał się uzależniony. Doszło do tego, że miejscowy ksiądz odmówił udzielenia mu rozgrzeszenia i innych sakramentów, jeżeli nie zacznie kontrolować nałogu. Przez to przez ponad 30 lat Marek Ji nie przyjmował komunii. 
Podczas powstania bokserów w Chinach miały miejsce prześladowania chrześcijan. Marek Ji Tianxiang dostał się w ręce bokserów. W domu razem z nim było jeszcze 11 innych osób (jego synowa Marta z dziećmi Bernadettą, Marią i Franciszkiem, drugi syn Piotr z żoną Marią i trójką dzieci oraz dwie dalsze krewne). Wszyscy oni zostali zamordowani przez bokserów, których Marek Ji Tianxiang uprosił, żeby zabili go na końcu, by nikt z jego rodziny nie musiał umierać w samotności.

## Dzień wspomnienia
9 lipca (w grupie 120 męczenników chińskich).

## Proces beatyfikacyjny i kanonizacyjny
Został beatyfikowany 17 kwietnia 1955 r. przez Piusa XII w grupie Leon Mangin i 55 Towarzyszy. Kanonizowany w grupie 120 męczenników chińskich 1 października 2000 r. przez Jana Pawła II.